# جان دانلی (ورزشکار)
جان دانلی (انگلیسی: John Donnelly; ۱۹ مارس ۱۹۰۵ – ۱۹ اوت ۱۹۸۶) اهل کانادا بود.